# Oplotnica
Oplotnica là một khu tự quản (tiếng Slovenia: občine, số ít – občina) trong vùng Podravska của Slovenia. Oplotnica có diện tích 33.2 km2, dân số là theo điều tra ngày 31 tháng 3 năm 2002 là 3866 người. Thủ phủ khu tự quản Oplotnica đóng tại Oplotnica.